# European Centre for Press and Media Freedom
Lo European Centre for Press and Media Freedom (ECPMF) è un'organizzazione no-profit fondata il 2 giugno 2015 a Lipsia, in Germania. Come organizzazione pan-europea di giornalisti, gli obiettivi fondamentali dell'ECPMF sono di monitorare l'applicazione della Carta europea per la libertà di stampa, firmata nel 2009, e di reagire contro gli attacchi alla stampa e alla libertà dei media. I suoi membri fondatori sono 25 organizzazioni di tutta Europa, sulla base di una European Charta firmata da 48 redattori in capo e giornalisti di primo piano. L'ECPMF è in corso di costituzione come società cooperativa europea. Agisce in base ad uno Statuto e ad un Codice di condotta.
Lo ECPMF riunisce mezzi d'informazione, organizzazioni professionali e mondo accademico in iniziative di solidarietà concrete per sostenere la libertà dei media in tutto il continente. I membri dell'ECPMF possono essere persone fisiche, enti accademici, sindacati, organizzazioni di giornalisti d'inchiesta, aziende dell'informazione, organizzazioni di advocacy, e così via. Esso agisce come organo di monitoraggio centrale e punto di contatto sulle violazioni della libertà di stampa. Le sue attività comprendono il programma "giornalisti in residenza", azioni diplomatiche, petizioni internazionali, missioni di accertamento dei fatti, campagne d'informazione, assistenza legale, e iniziative legislative a sostegno alla libertà di stampa.
L'ECPMF ha preso il via all'interno di un progetto pilota, finanziato al 70% dalla Commissione europea, nonché dalla città di Lipsia, dal ministero degli esteri tedesco, dalla Cancelleria di Stato del Land Sassonia e dalla Fondazione per i Media della Sparkasse Leipzig, dopo una iniziativa bipartisan al Parlamento europeo guidata dagli eurodeputati tedeschi Martin Schulz, Alexander Graf Lambsdorff, e Elmar Brok.
L'ECPMF ha lo scopo di organizzare la solidarietà tra giornalisti in tutta Europa, ed è gestito da un consorzio tra sei organizzazioni provenienti da quattro diversi paesi europei impegnate a promuovere la libertà dei media: la Fondazione per i Media della Sparkasse Leipzig, Germania (coordinatore); Osservatorio Balcani e Caucaso Transeuropa a Trento, Italia; South East Europe Media Organisation (SEEMO-IPI) di Vienna; Ossigeno per l'informazione a Roma, Italia; l'Institute of European Media Law (EMR) di Saarbrücken, in Germania; e Journalismfund.eu a Zellik, Belgio.

La prima conferenza ECPMF, nell'ottobre 2015, si è conclusa con un "Appello ai giornalisti d'Europa sulla crisi dei rifugiati"
L'ECPMF cura anche un Resource Centre on-line, una piattaforma aperta sviluppata e gestita da Osservatorio Balcani e Caucaso, che funge da repository specializzato sui temi della libertà dei media in Europa, volto a sistematizzare materiali esistenti e fornire un più facile accesso a giornalisti, professionisti dei media, politici, studiosi, insegnanti e il pubblico generalista.

## Enti di governo
Consiglio esecutivo
- Presidente: Henrik Kaufholz, Direttore di Scoop, Danimarca
- Vicepresidente: Hans-Ulrich Jörges, co-direttore di Stern, direttore per gli Affari Speciali di Gruner+Jahr, Germania
- Dirk Voorhoof, professore di diritto internazionale dei media, Università di Gand, Belgium
- Galina Arapova, direttrice della Mass Media Defence Initiative, Russia
- Liljana Smaijlovic, direttrice dell'Unione dei Giornalisti Serbi, Serbia
- Christoph Keese, vicepresidente esecutivo di Axel Springer SE, Germania
- Stephan Seeger, membro esecutivo del consiglio della Fondazione per i media della Sparkasse Leipzig, Germania
- Mogens B. Bjerregaard, presidente della European Federation of Journalists (EFJ)